# Traçador de mapes

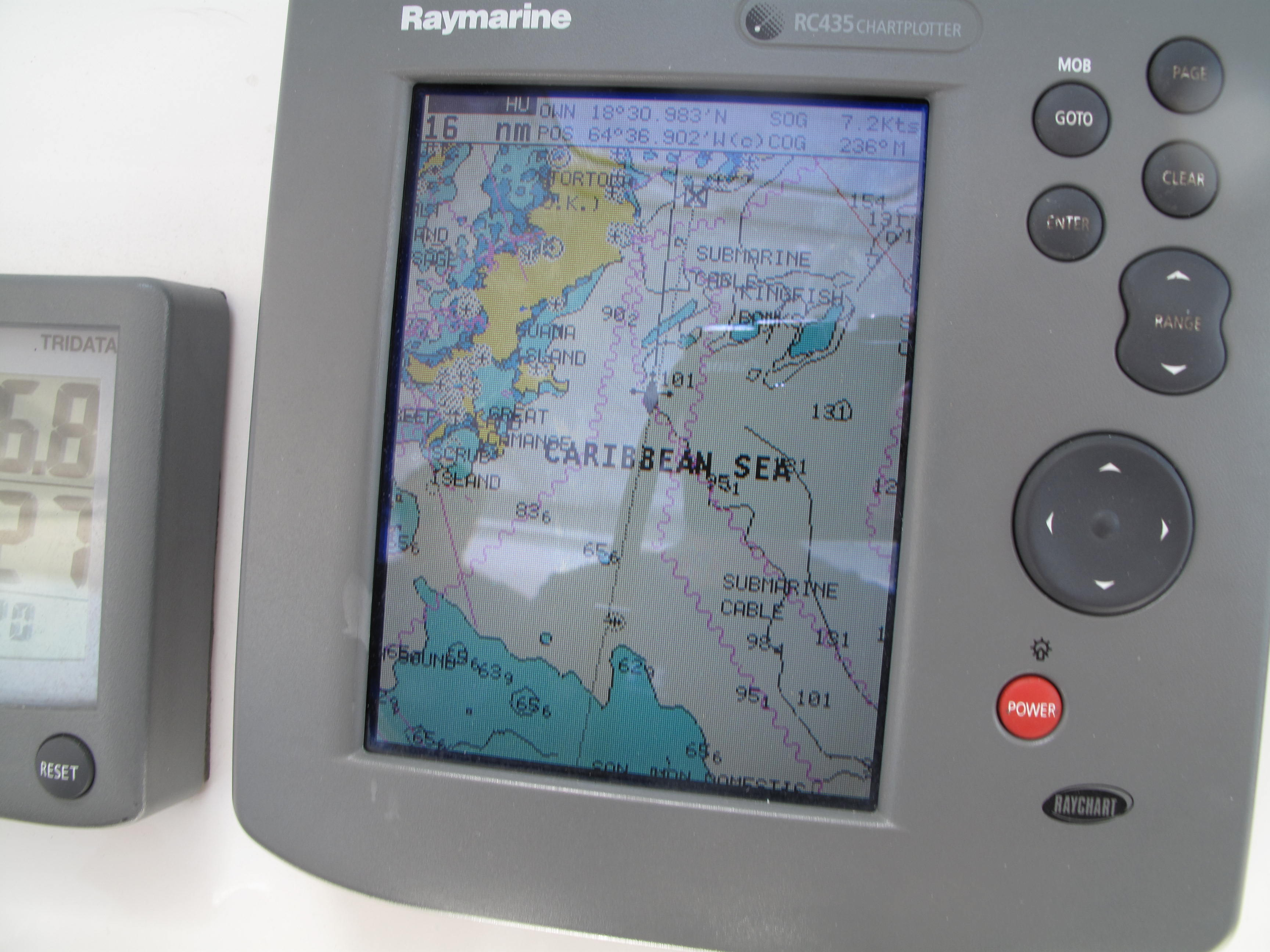
Un traçador de mapes Raymarine

Un traçador de mapes o chartplotter, és un sistema de visualització de mapes, una eina que connectada a un sistema de posicionament per satèl·lit permet visualitzar la posició d'un vaixell en temps real sobre un mapa electrònic. Aquest instrument s'utilitza principalment per a la navegació marítima. Hi ha diversos constructors i models. Els fabricants utilitzen sovint cartes nàutiques electròniques privades disponibles en forma de targetes de memòria. El traçador de mapes també permet visualitzar altres informacions procedents de certs sensors, per exemple d'una sonda batimètrica o fins i tot d'un AIS..

## Tecnologia
Resumint, un traçador de mapes és un sistema electrònic, els sensors del qual proporcionen informació de localització ( sistema de posicionament per satèl·lit ) o de l'entorn, per exemple la profunditat del mar ( sonda batimètrica ),amb una computadora que els transforma en dades mostrades en una pantalla local.
La interfície d'usuari permet l'entrada ( ruta a seguir per arribar a una posició ) de l'usuari (rol passiu) i la representació dels resultats (rol actiu). Hi ha funcions addicionals en forma d'alarma sonora i/o visual.

## ECDIS
ECDIS ( acrònim en anglès de Electronic Charts Display Information System ) és un sistema d'informació i visualització de mapes electrònics.
És un sistema electrònic capaç de mostrar la posició d'un mòbil sobre la representació d'un mapa a la pantalla. El sistema ECDIS compleix els estàndards de l'Organització Marítima Internacional (resolució A817(19) de l'OMI). Certificat, acompanyat de sistemes de còpia de seguretat, el seu ús pot permetre prescindir del mapa en paper. Aquest sistema ofereix un gran nombre de funcions addicionals, és molt car i no és adequat per a la instal·lació en vaixells petits.

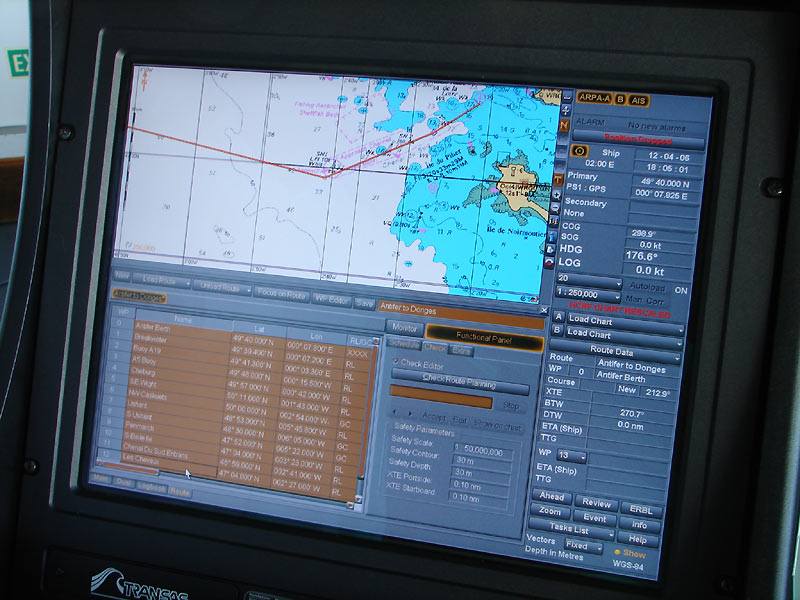

A partir del juliol de 2013, per exercir les funcions de capità de vaixell, segon capità i oficial encarregat de la vigilància del pont d'un vaixell comercial o d'esbarjo armat amb un paper de tripulació i equipat amb un sistema de visualització de cartes electròniques i d'informació (ECDIS), cada mariner ha de tenir el certificat o visat de reconeixement corresponent al càrrec ocupat i, a més, ha de poder acreditar haver seguit la formació ECDIS.
El sistema forma part del sistema de marees .

### ECS
Acrònim en anglès de Electronic Chart System (sistema de carta electrònica). Norma: ISO 19379. Sistema electrònic capaç de mostrar la posició d'un mòbil en la representació d'un mapa a la pantalla, però no homologat per obtenir la designació ECDIS.

### Mapes electrònics
Les cartes electròniques poden ser oficials o privades segons siguin elaborades respectivament per un Estat (normalment el seu servei hidrogràfic) o per una empresa privada. L'empresa privada de vegades es reserva l'ús de les targetes que publica per als models de maquinari de la seva marca. L'empresa privada declina la seva responsabilitat pels errors existents a la seva targeta i ofereix actualitzacions periòdiques (de freqüència variable) de pagament, però no obligatòria.
Ja siguin oficials o privats, els mapes poden ser ràster o vectorials.
Per a mapes oficials :
- El mapa ràster oficial ( Raster Navigational Chart o Raster navigation map ) és una digitalització ( escaneig ) d'un mapa en paper existent. Correspon a l'estàndard S-61 de l'Organització Hidrogràfica Internacional (OHI).
- El mapa vectorial oficial ( Carta de navegació electrònica). A diferència dels mapes de paper, per a una àrea geogràfica i escala determinada, només hi ha un ENC. Cada oficina hidrogràfica només produeix un ENC que cobreix aigües o zones sota la jurisdicció del seu Estat o en nom d'altres Estats en virtut d'acords bilaterals. Els elements que conformen el mapa poden ser interdependents. El format d'intercanvi de dades està definit per l'estàndard S-57 de l'OHI i els mètodes de visualització es defineixen per l'estàndard S-52 de l'OHI. De fet són l'equivalent legal de les cartes nàutiques en paper.

El seu ús requereix una actualització periòdica.
La venda i actualitzacions dels mapes es fan a través d'un RENC (Centre de Coordinació Regional de Cartes Electròniques de Navegació), la transferència de les cartes de navegació així com les correccions es realitzen de manera xifrada, aquest xifrat garanteix l'autenticitat de les modificacions així com la seva integritat. Actualment hi ha dos RENC : Primar, organització amb seu a Noruega amb la qual treballa el servei hidrogràfic francès, i IC-ENC, organització presidida pel servei hidrogràfic britànic.

### Funcionament
El sistema mostra les cartes electròniques de navegació, proporciona en temps real a la pantalla les diferents informacions relatives a la navegació, els perills que poden trobar els navegants (aigües poc profundes, etc.), la posició instantània de l'embarcació en correlació amb el sistema de posicionament per satèl·lit, nàutica. efemèrides com les relacionades amb sortides i postes de sol, les característiques dels llums costaners ( senyalització marítima ) així com el sistema de radar anticolisió ARPA .
La compra de mapes inclou generalment una funcionalitat d'actualització, que es fa mitjançant medis informàtics (claus USB, CD, etc.) o mitjançant connexions a Internet com les que ofereix Inmarsat .